# John Milton Niles
John Milton Niles (Windsor, 1787. augusztus 20. – Hartford, 1856. május 31.) az Amerikai Egyesült Államok szenátora (Connecticut, 1835–1839 és 1843–1849).